# Коросаль (Пуерто-Рико)
Коросаль (ісп. Corozal, МФА: [koɾoˈθal]) — муніципалітет Пуерто-Рико, острівної території у складі США. Заснований 1795 року.

## Географія
Площа суходолу муніципалітету складає 110 км² (37-е місце за цим показником серед 78 муніципалітетів Пуерто-Рико).

## Демографія
Станом на 2010 рік на території муніципалітету мешкало 37 142 ос.
Динаміка чисельності населення:

## Населені пункти
Основним населеним пунктом муніципалітету Коросаль є однойменне місто:
| Населений пункт | Статус | Населення :   | Населення :   | Населення :   |
| Населений пункт | Статус | на 01.04.1990 | на 01.04.2000 | на 01.04.2010 |
| --------------- | ------ | ------------- | ------------- | ------------- |
| Коросаль        | Місто  | 11 746        | 11 444        | 10 160        |